# GP2亚洲系列赛
GP2亚洲系列赛（GP2 Asia Series）是一项從GP2系列赛分拆而成的方程式赛车赛事，因其在亚洲地区举办而得名。自2008年至2011年，该赛事一共举办了四届，目前已停办。

## 历史
在举办2007年摩纳哥大奖赛的周末，GP2系列赛官方宣布GP2亚洲系列赛将会于2008年开始举行。GP2系列赛的组织者布鲁诺·米歇尔（Bruno Michel）称GP2亚洲系列赛将会成为车手进入一级方程式的一个重要跳板，在2008年开始举办的这项赛事将会是一个举足轻重的尝试。
2008年的首个赛季在GP2系列赛的正赛赛季后举行。自当年1月到4月，GP2亚洲系列赛一共举行了五轮分站赛事，每站赛事包含两场比赛，分别是正赛和冲刺赛。这项赛事与新兴的竞速赛车系列赛（Speedcar Series）一同举办，而在马来西亚雪邦赛道和巴林国际赛道的两场分站赛事则是稍后进行的一级方程式锦标赛的垫场赛。
2011年，GP2系列赛官方宣布，在这个赛季结束后，GP2亚洲系列赛将会与欧洲系列赛合并，这项赛事不复单独存在。

## 车手

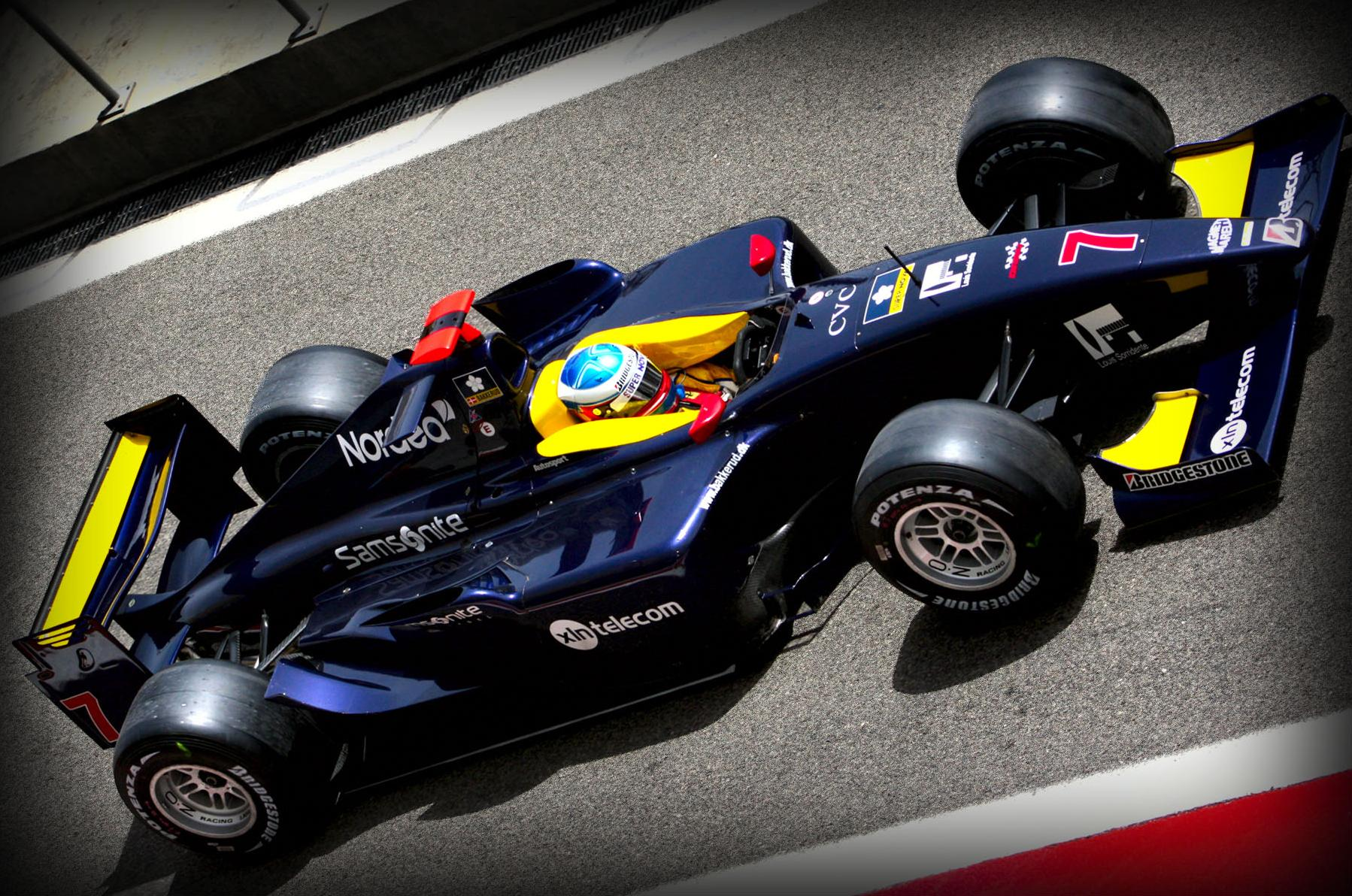
车手克里斯蒂安在2008年GP2亚洲系列赛上驾驶超新星车队的赛车。

为了在亚洲推广赛车运动，赛会鼓励各车队雇佣一位拥有亚洲国家国籍的车手，而不是从有赛车传统的西欧或者美洲招募车手。基于广纳贤才的考虑，拥有土耳其或是俄罗斯国籍的选手也被算作亚洲车手。然而，在2008赛季中，13支参赛车队中有4支车队的两位正式车手都是非亚洲籍的。这些车队与赛会达成协议，两位车手中的一位将会成为“影子车手”（ghost driver），不会在锦标赛中获得任何奖金。
曾经参加过GP2亚洲系列赛，并进入一级方程式锦标赛的车手有小林可梦伟、罗曼·格罗斯让、热罗姆·丹布罗西奥等人。

## 积分系统
- 周六的杆位獲得2分

| 10 | 8 | 6 | 5 | 4 | 3 | 2 | 1 |

| 6 | 5 | 4 | 3 | 2 | 1 |

- 做出最快圈速的車手需要完成比賽90%的圈數，並且必須最終排名前十才有資格獲得最快圈速積分

根據這一系統，每位車手在一個分站最多可以獲得20個積分，這意味着他必須以杆位在正賽中發車，贏得兩場比賽並且同時贏下兩個最快圈速。

## 歷屆冠軍

### 車手冠軍
| 赛季    | 车手          | 车队           | 杆位 | 胜利 | 领奖台 | 最快圈速 | 积分 |
| ------- | ------------- | -------------- | ---- | ---- | ------ | -------- | ---- |
| 2008    | 罗曼·格罗斯让 | ART大獎賽車隊  | 4    | 4    | 4      | 4        | 61   |
| 2008-09 | 小林可夢偉    | DAMS車隊       | 2    | 2    | 4      | 3        | 56   |
| 2009-10 | 戴維·瓦爾塞基 | iSport國際車隊 | 1    | 3    | 6      | 4        | 56   |
| 2011    | 罗曼·格罗斯让 | DAMS車隊       | 2    | 1    | 2      | 2        | 24   |

### 車隊冠軍
| 赛季    | 车队           | 杆位 | 胜利 | 领奖台 | 最快圈速 | 积分 |
| ------- | -------------- | ---- | ---- | ------ | -------- | ---- |
| 2008    | ART大獎賽車隊  | 4    | 4    | 4      | 4        | 61   |
| 2008-09 | DAMS車隊       | 3    | 2    | 8      | 6        | 92   |
| 2009-10 | iSport國際車隊 | 1    | 4    | 7      | 4        | 73   |
| 2011    | DAMS車隊       | 2    | 1    | 2      | 2        | 25   |